# Campionati del mondo a squadre di marcia 2016 - 10 km maschile
La gara di 10 km maschile dei campionati del mondo a squadre di marcia 2016, riservata agli atleti appartenenti alla categoria under 20, si è corsa il 7 maggio a Roma.

## Classifiche

### Individuale
| Posizione | Atleta                  | Nazionalità   | Tempo  | Distacco | Note                                     | Proposte di squalifica |
| --------- | ----------------------- | ------------- | ------ | -------- | ---------------------------------------- | ---------------------- |
| Oro       | Zhang Jun               | Cina          | 40'23" |          |                                          |                        |
| Argento   | Manuel Bermúdez         | Spagna        | 40'27" |          | Miglior prestazione personale            |                        |
| Bronzo    | Noel Alí Chama          | Messico       | 40'29" |          | Miglior prestazione personale            | ~                      |
| 4         | Callum Wilkinson        | Gran Bretagna | 40'29" |          | Miglior prestazione nazionale under 20   | ~~                     |
| 5         | Andrés Olivas           | Messico       | 40'43" |          | Miglior prestazione personale            | ~                      |
| 6         | César Augusto Rodríguez | Perù          | 41'08" |          | Miglior prestazione personale stagionale | ~                      |
| 7         | Lenyn Mamani            | Perù          | 41'16" |          | Miglior prestazione personale            |                        |
| 8         | Masatora Kawano         | Giappone      | 41'22" |          |                                          | ~                      |
| 9         | Ryutaro Yamamoto        | Giappone      | 41'37" |          |                                          |                        |
| 10        | Cristian Merchán        | Colombia      | 41'48" |          | Miglior prestazione personale            | ~                      |
| 11        | Salih Korkmaz           | Turchia       | 41'53" |          | Miglior prestazione personale            |                        |
| 12        | Dominik Černý           | Slovacchia    | 42'07" |          | Miglior prestazione personale            |                        |
| 13        | Leo Köpp                | Germania      | 42'14" |          | Miglior prestazione personale            |                        |
| 14        | Adam Garganis           | Australia     | 42'24" |          | Miglior prestazione personale            |                        |
| 15        | César Herrera           | Colombia      | 42'44" |          | Miglior prestazione personale stagionale |                        |
| 16        | Hu Linfeng              | Cina          | 42'50" |          |                                          |                        |
| 17        | Gabriel Bordier         | Francia       | 42'50" |          |                                          |                        |
| 18        | Jhonatan Amores         | Ecuador       | 42'51" |          | Miglior prestazione personale            |                        |
| 19        | Guy Thomas              | Gran Bretagna | 42'55" |          | Miglior prestazione personale            | >>                     |
| 20        | Eduard Zabuzhenko       | Ucraina       | 42'58" |          | Miglior prestazione personale            | >                      |
| 21        | Daniel Chamosa          | Spagna        | 43'00" |          |                                          |                        |
| 22        | Giacomo Brandi          | Italia        | 43'06" |          |                                          |                        |
| 23        | Mikita Kaliada          | Bielorussia   | 43'07" |          |                                          |                        |
| 24        | Sebastián Merchán       | Colombia      | 43'09" |          | Miglior prestazione personale            |                        |
| 25        | Iván López              | Spagna        | 43'20" |          | Miglior prestazione personale            |                        |
| 26        | Cameron Corbishley      | Gran Bretagna | 43'27" |          |                                          | ~                      |
| 27        | Masaya Ishikawa         | Giappone      | 43'32" |          |                                          |                        |
| 28        | Ruslan Udodau           | Bielorussia   | 43'39" |          |                                          | ~                      |
| 29        | David Kuster            | Francia       | 43'42" |          | Miglior prestazione personale            |                        |
| 30        | Oleksandr Zholob        | Ucraina       | 43'56" |          | Miglior prestazione personale stagionale |                        |
| 31        | Thibaut Hypolite        | Francia       | 44'05" |          | Miglior prestazione personale stagionale | ~~                     |
| 32        | Kyle Swan               | Australia     | 44'07" |          |                                          |                        |
| 33        | Łukasz Niedziałek       | Polonia       | 44'12" |          |                                          | ~                      |
| 34        | Zenamarkos Asmare       | Etiopia       | 44'47" |          | Miglior prestazione nazionale under 20   | >                      |
| 35        | Dzmitry Lukyanchuk      | Bielorussia   | 44'49" |          |                                          |                        |
| 36        | Vít Hlaváč              | Rep. Ceca     | 44'52" |          |                                          |                        |
| 37        | Matheus Correa          | Brasile       | 45'02" |          |                                          |                        |
| 38        | Volodymyr Mytsyk        | Ucraina       | 45'15" |          | Miglior prestazione personale            | >                      |
| 39        | Arkadiusz Drozdowicz    | Polonia       | 45'36" |          |                                          |                        |
| 40        | Tyler Jones             | Australia     | 45'40" |          |                                          | >                      |
| 41        | Cameron Haught          | Stati Uniti   | 45'42" |          | Miglior prestazione personale            |                        |
| 42        | Zamanbek Bababek        | Kazakistan    | 46'02" |          |                                          |                        |
| 43        | Soma Kovács             | Ungheria      | 46'18" |          |                                          | >                      |
| 44        | Niccolò Coppini         | Italia        | 46'40" |          |                                          |                        |
| 45        | Jovan Delčev            | Serbia        | 46'54" |          |                                          | >>                     |
| 46        | Juan Manuel Calderon    | Costa Rica    | 46'54" |          | Miglior prestazione nazionale under 20   |                        |
| 47        | Alessandro Rigamonti    | Italia        | 46'59" |          |                                          | >>>                    |
| 48        | Mustafa Özbek           | Turchia       | 47'14" |          |                                          |                        |
| 49        | Alexander Bellavance    | Stati Uniti   | 47'38" |          | Miglior prestazione personale            |                        |
| 50        | Ruslan Sergatsjov       | Estonia       | 48'00" |          | Miglior prestazione personale            | >                      |
| 51        | Jamie Shaw              | Nuova Zelanda | 48'15" |          |                                          |                        |
| 52        | Nathan Bonzon           | Svizzera      | 48'38" |          |                                          | >>                     |
| 53        | Anthony Gruttadauro     | Stati Uniti   | 48'40" |          |                                          |                        |
| 54        | Anže Tesovnik           | Slovenia      | 50'23" |          |                                          |                        |
|           | Pablo Rodríguez         | Bolivia       | dnf    |          |                                          |                        |
|           | Donát Burger            | Ungheria      | dq     |          |                                          | >>>>                   |
|           | Jin Xiangqian           | Cina          | { dq   |          |                                          | ~~~~                   |

### A squadre
| Posizione | Paese         | Atleti                                 | Punti |
| --------- | ------------- | -------------------------------------- | ----- |
| Oro       | Messico       | Noel Alí Chama Andrés Olivas           | 8     |
| Argento   | Perù          | César Augusto Rodríguez Lenyn Mamani   | 13    |
| Bronzo    | Giappone      | Masatora Kawano Ryutaro Yamamoto       | 17    |
| 4         | Cina          | Zhang Jun Hu Linfeng                   | 17    |
| 5         | Gran Bretagna | Callum Wilkinson Guy Thomas            | 23    |
| 6         | Spagna        | Manuel Bermúdez Daniel Chamosa         | 23    |
| 7         | Colombia      | Cristian Merchán César Herrera         | 25    |
| 8         | Francia       | Gabriel Bordier David Kuster           | 46    |
| 9         | Australia     | Adam Garganis Kyle Swan                | 46    |
| 10        | Ucraina       | Eduard Zabuzhenko Oleksandr Zholob     | 50    |
| 11        | Bielorussia   | Mikita Kaliada Ruslan Udodau           | 51    |
| 12        | Turchia       | Salih Korkmaz Mustafa Özbek            | 59    |
| 13        | Italia        | Giacomo Brandi Niccolò Coppini         | 66    |
| 15        | Polonia       | Łukasz Niedziałek Arkadiusz Drozdowicz | 72    |
| 16        | Stati Uniti   | Cameron Haught Alexander Bellavance    | 90    |